# Paternoster, Cabo Ocidental

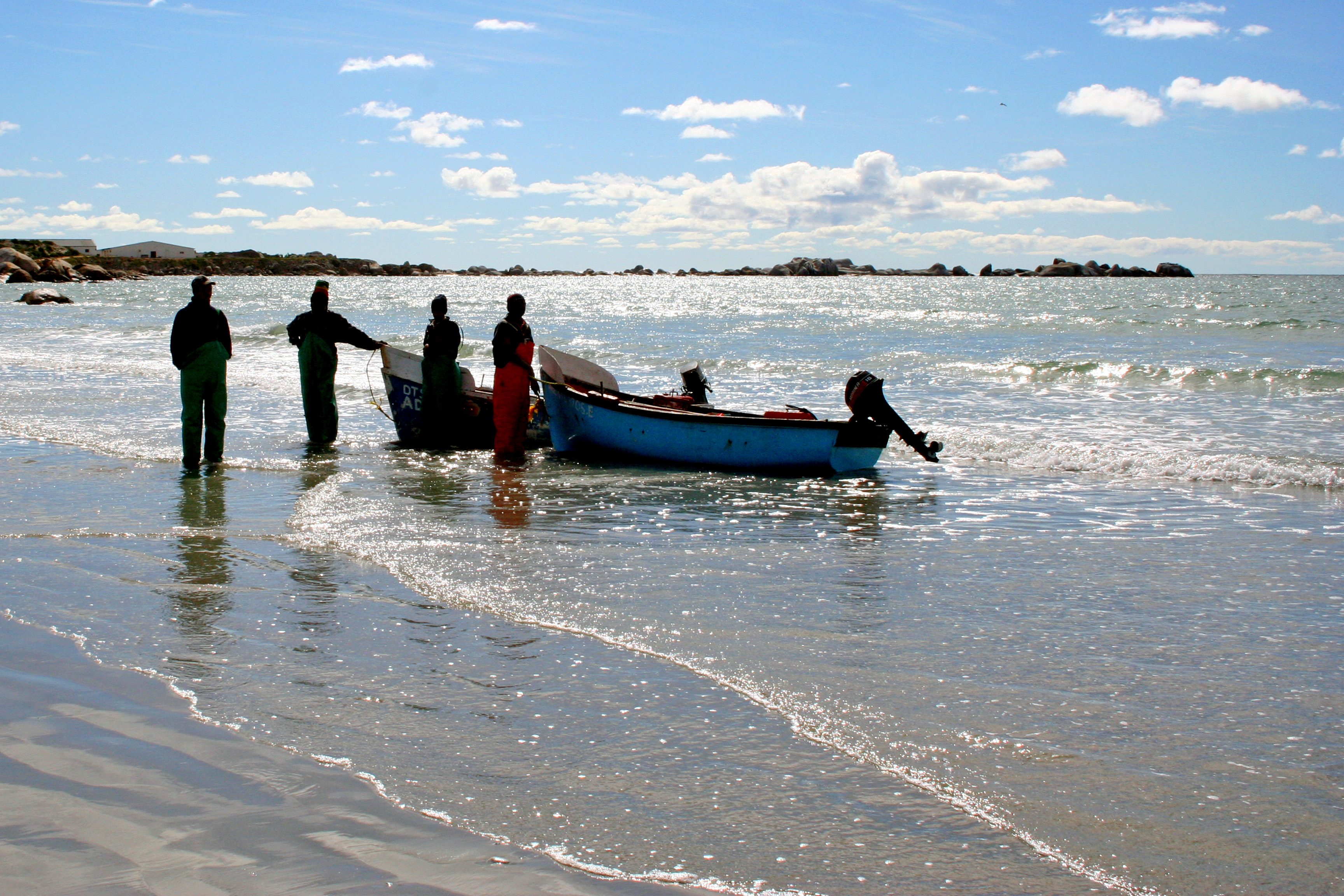
Pescador vendendo sua pesca do dia na praia de Paternoster

Paternoster é uma das mais antigas vilas de pescadores na Costa Oeste da África do Sul. Está situado a 15 km a noroeste de Vredenburg e a 145 km a norte da Cidade do Cabo, no Cabo Columbine, entre Baía de Saldanha e Baía de St. Helena. A cidade ocupa uma área de 194,8 hectares e tem cerca de 1971 habitantes (2011).
A origem do nome permanece desconhecida. Muitas pessoas acreditam que o nome, que significa "Pai Nosso" em latim, refere-se às orações ditas pelos marinheiros católicos portugueses, quando eles se tornaram náufragos. A vila aparece como St. Martins Paternoster em um mapa antigo de Pierre Mortier. Outras pessoas acreditam que o nome se refere às miçangas que as pessoas da tribo Khoi usavam que eram chamadas de Paternosters.

## Economia e turismo
Paternoster é um procurado destino turístico e é conhecido por lagosta e pelas casas brancas dos pescadores. O notável litoral de penhascos e rochedos brancos faz desta uma das mais belas praias da Costa Oeste da África do Sul.
A área é um pilar na indústria da pesca comercial Sul-Africana. A cidade em si tem uma fábrica de lagosta e uma recém-construída fazenda de Kabeljou, enquanto o povo local captura e vende arenques, ou extraem mexilhões das rochas. Na área restante da vila há várias outras atividades comerciais, incluindo pesca profundidade, pesca de senucas, cultivos de abalones e ostras, de conservas de sardinhas e de cultivo de mexilhões. A fazenda de ostras na lagoa da cidade vizinha de Langebaan é atualmente a maior na África do Sul. 
A lagosta Jasus lalandii foi apreciada pelos primeiros navegadores portugueses. Em 1902 um indústria de lagosta estava em plena operação, enlatando e exportando lagosta para a França, em particular. A indústria de lagosta da Costa Oeste gera milhões a cada ano e emprega um grande número de pessoas locais.
Em 1930, a primeira fábrica Redro foi erguida em Paternoster. A pasta de peixe Redro tem sido desenvolvido pela família Stephan, em um esforço para competir com o já popular Peck's Anchovette, da Grã-Bretanha. Quando lançado pela primeira vez o produto rapidamente se esvaziou das prateleiras e conquistou quase três décadas de monopólio, sendo agora propriedade da Pioneer Food Group.
Os Bokkoms do Cabo são bastante conhecidos nesta região e têm sidos uma fonte de proteína barata e prática por séculos. O método peculiar de preparo e secagem do peixe têm crescido rapidamente, muitas vezes para exportação, em resposta à crescente demanda pelo produto da África do Sul.

## Clima
O clima é conhecido principalmente por suas chuvas frequentes, uma zona rural seca e muita brisa. A área recebe mais de sua precipitação durante o inverno e tem um clima Mediterrâneo. O clima favorece o crescimento das famosas flores silvestres pela qual a Costa Oeste é reconhecida.

## Atividades na área
- A área tem um arranjo de mar e vida selvagem interessantes para serem observadas.  Atividades incluem assistir baleias, golfinhos, focas e pinguins assim como pássaros, com mais de 225 espécies na área.
- Atividades esportivas variam desde caiaque, kitesurfing, snorkeling, mergulho e montanhismo.
- Durante a primavera a área é transformada em um paraíso floral, com flores selvagens crescendo por toda a parte, formando a margem Sul-Ocidental dos famosos carpetes de flores de Namaqualândia.
- Visitantes podem visitar a reserva natural do Cabo Columbine. A reserva cobre uma área de 263 hectares ao longo do trecho rochoso do litoral. A baía, que é parte da reserva, tem muitos locais de piquenique e instalações de braai.
- O farol do Cabo Columbine é o único farol controlado manualmente na África do Sul. O farol foi construído em 1936 em Castle Rock. O farol lança um feixe que é visível a partir de cerca de 50 km e é geralmente o primeiro farol sul-africano visto por navios provenientes da Europa.

## Galeria

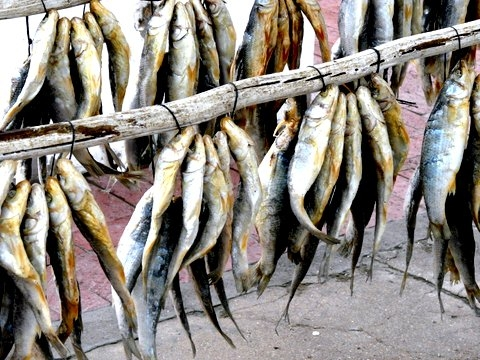
Bokkoms - curado, salgado e seco
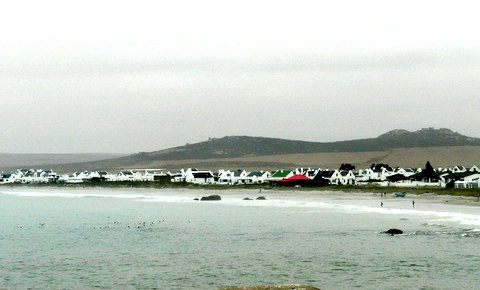
Baía de Paternoster
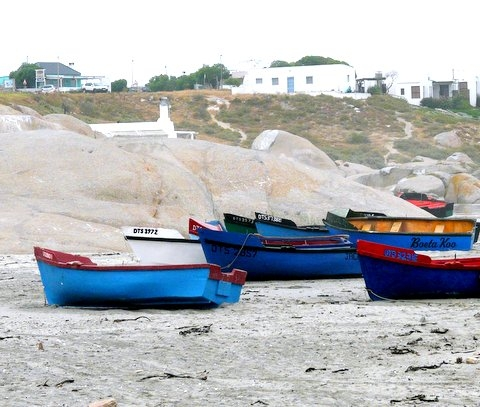
Barcos dos pescadores